# Strada Trubar
Strada Trubar (in sloveno Trubarjeva cesta) è una strada situata nel centro di Lubiana, la capitale della Slovenia.

## Storia
In origine era chiamata strada San Pietro (Sv. Petra cesta); il 4 giugno 1952 fu ribattezzata nella denominazione attuale in onore di Primož Trubar. È una delle strade più vecchie di Lubiana, menzionata per la prima volta nel 1802.

## Descrizione
Inizia in piazza Prešeren-strada Miklošič, per terminare poi all'incrocio con strada Zalog (Zaloška cesta) e strada Petar (Njegoševa cesta).